# Elektroforeza
Elektroforeza je kretanje električki nabijenih čestica u otopini pod djelovanjem električnoga polja. Elektroforeza je analitička i preparativna metoda koja se često primjenjuje u biokemiji. Smjer kretanja čestice ovisi o polaritetu njezina električnog naboja, brzina kretanja povećava se s brojem naboja i s jakošću električnoga polja, a opada s veličinom čestice. Elektroforetska analiza bioloških makromolekula, osobito nukleinskih kiselina i bjelančevina, provodi se na gelovima agaroze ili poliakrilamida različite poroznosti, koja se bira prema veličini čestica. Bojenjem, imunološkom reakcijom ili detekcijom radioaktivnosti te fotografiranjem gela nakon elektroforeze dobiva se elektroforetogram. Danas je elektroforeza nezamjenjiva metoda za analizu bjelančevina u serumu i u različitim tkivima, za određivanje čistoće pripravaka nukleinskih kiselina i bjelančevina te za određivanje redoslijeda nukleotida u nukleinskim kiselinama (genom). 
Elektroforezu je kao kvantitativnu metodu kemijske analize 1930. uveo A. W. K. Tiselius. U tehničkoj praksi primjenjuje se elektroforetsko taloženje čestica na elektrodi, i to za oblaganje metala i izradbu predmeta tankih stijenki. Elektroforetskim taloženjem mogu se na predmete istodobno nanositi raznovrsne tvari. Tako se na primjer na bakrene žice elektroforetskim taloženjem nanosi keramika i teflon, a takav sloj nakon toplinske obrade daje elastičnu, temperaturno otpornu i potpuno nepropusnu izolaciju.

## Izoelektričko fokusiranje
Varijanta je elektroforeze izoelektričko fokusiranje. Obično se elektroforeza provodi u uvjetima koji omogućuju nativnu konformaciju makromolekula ili u uvjetima potpunog denaturiranja (prisutnost ureje i tenzida). Kombinacija tih metoda na istom gelu rezultirat će dvodimenzionalnom elektroforezom, kojom se na jednom elektroforetogramu može detektirati više tisuća bjelančevina, odnosno uočiti nedostatak jedne od njih. 

## Vanjske poveznice
|  | Zajednički poslužitelj ima stranicu o temi Elektroforeza |